# Thomas Cooper Gotch

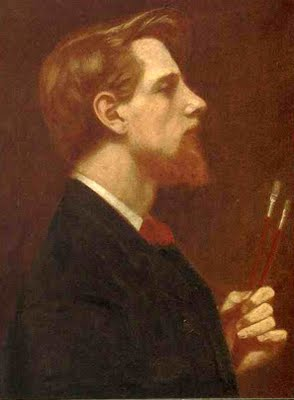
Zelfportret, ca. 1890

Thomas Cooper Gotch (Kettering, Northamptonshire, 10 december 1854 – Londen, 1 mei 1931) was een Engels kunstschilder. Hij wordt gerekend tot de Prerafaëlieten en geldt als een belangrijk vertegenwoordiger van de Newlyn School.

## Leven en werk
Gotch werd geboren in een onconventionele middenklassefamilie in het Midden-Engelse Kettering, waar veel aandacht werd besteed aan wetenschap en kunst. Gotch ging eerst naar de Academie voor Schone Kunsten in Antwerpen en studeerde later aan de École des Beaux Arts te Parijs (onder Jean-Paul Laurens) en vervolgens aan de Slade School of Fine Art in Londen (1878-1880). In 1881 huwde hij met mede-studente Caroline Burland Yates (1854-1945), met wie hij zich vestigde te Cornwall. Daar sloot hij zich aan bij de Newlyn School en ontwikkelde hij zijn stijl geleidelijk van het realisme naar het Postimpressionisme. In 1885 richtte hij samen met onder anderen John Singer Sargent en Frank Bramley de vooruitstrevende New English Art Club op.
In 1882 werd Gotch’ enige dochter Phyllis geboren, die later veelvuldig voor hem model stond. Kort na haar geboorte reisde het gezin een periode door Australië. In 1891-1892 verbleven ze in Florence. In Italië werd hij sterk beïnvloed door de Prerafaëlieten en ontwikkelde hij in die lijn een eigen neoromantische stijl, welke hij tot op hoge leeftijd continueerde.
Gotch schilderde veel religieuze en historische taferelen, landschappen, maar vooral ook veel portretten, vaak van zijn dochter of een van haar vriendinnen. Ook maakte hij boekillustraties.
Thomas Cooper Gotch overleed in 1931 in Londen en werd begraven in Newlyn.
Veel van Gotch’ werk bevindt zich momenteel in het Victoria and Albert Museum te Londen en in de Alfred East Gallery in Kettering. In 2001 was er een grote tentoonstelling van zijn werk in het Royal Cornwall Museum in Truro.

## Galerij

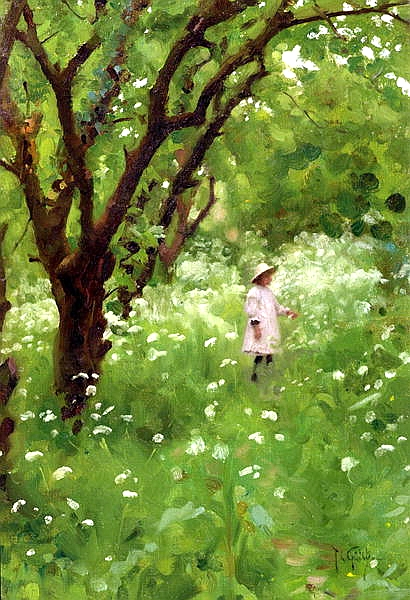
The Orchard, 1887
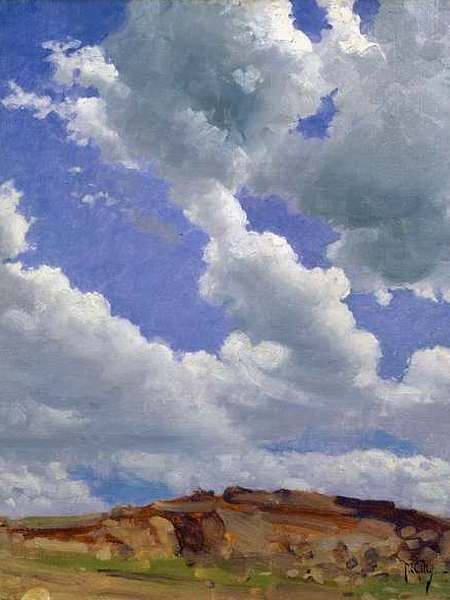
Clouds ca. 1888
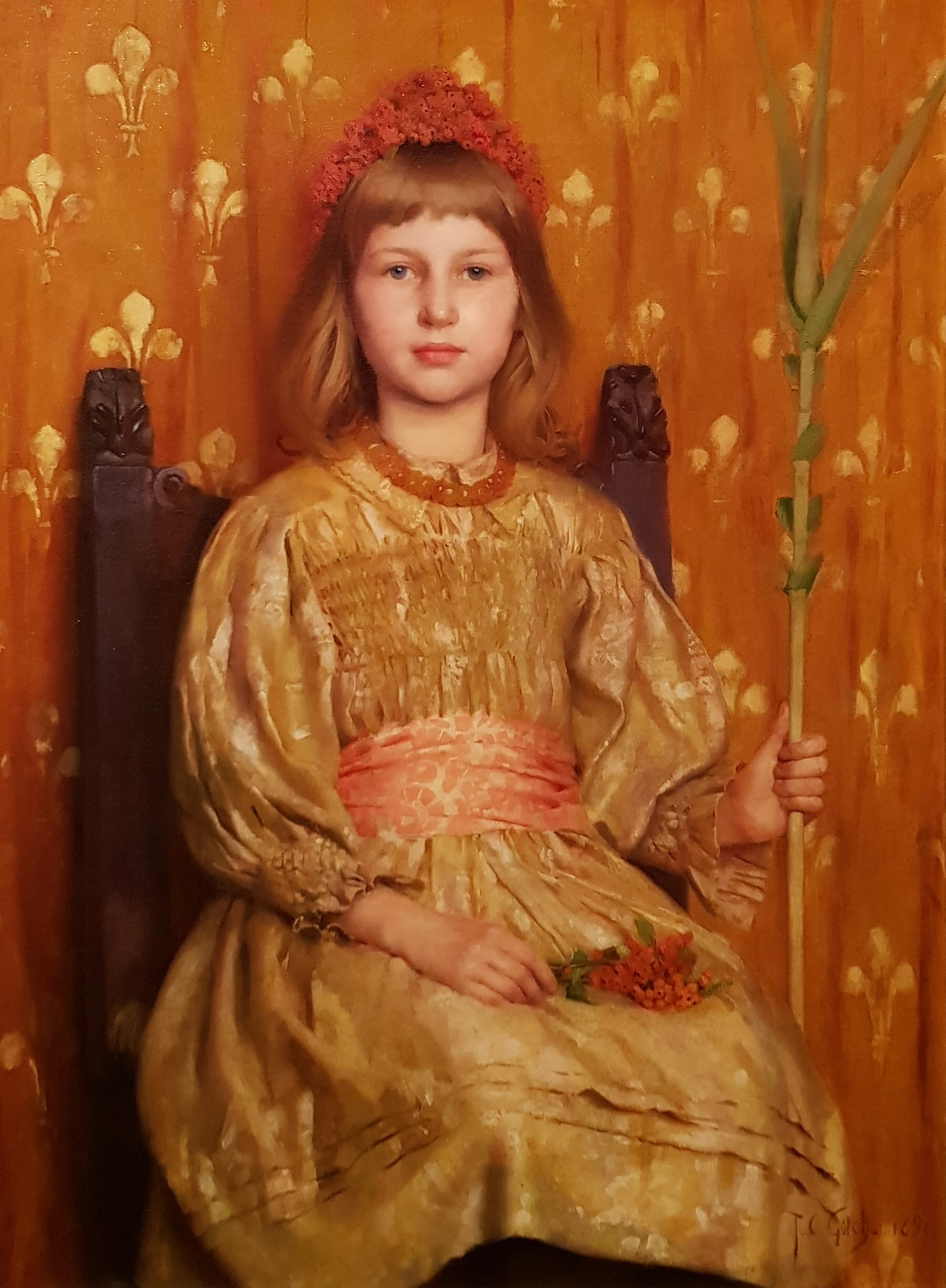
My Crown and Sceptre, 1891
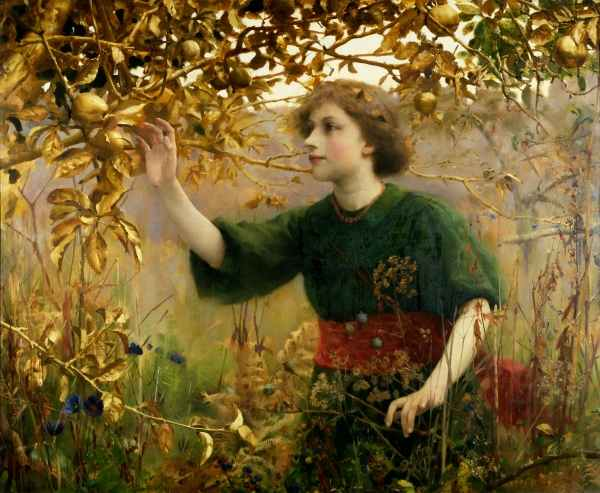
Golden Dream, 1893
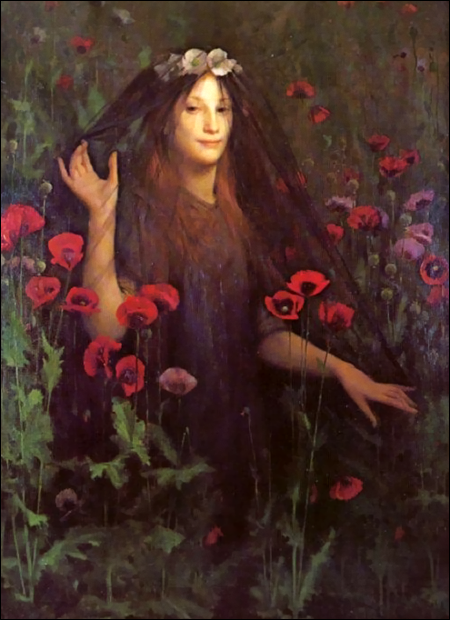
Death the Bride, 1893
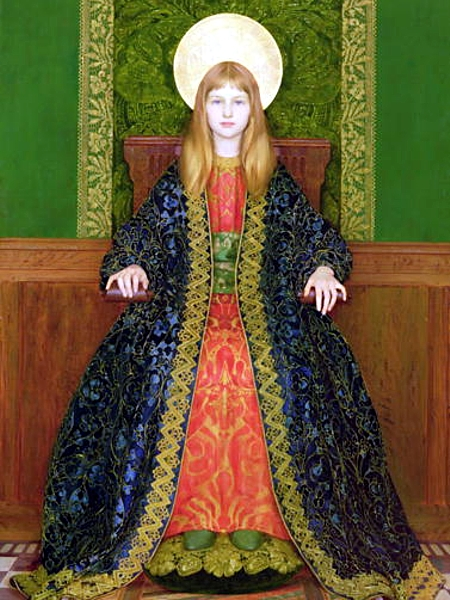
The Child Enthroned, 1894
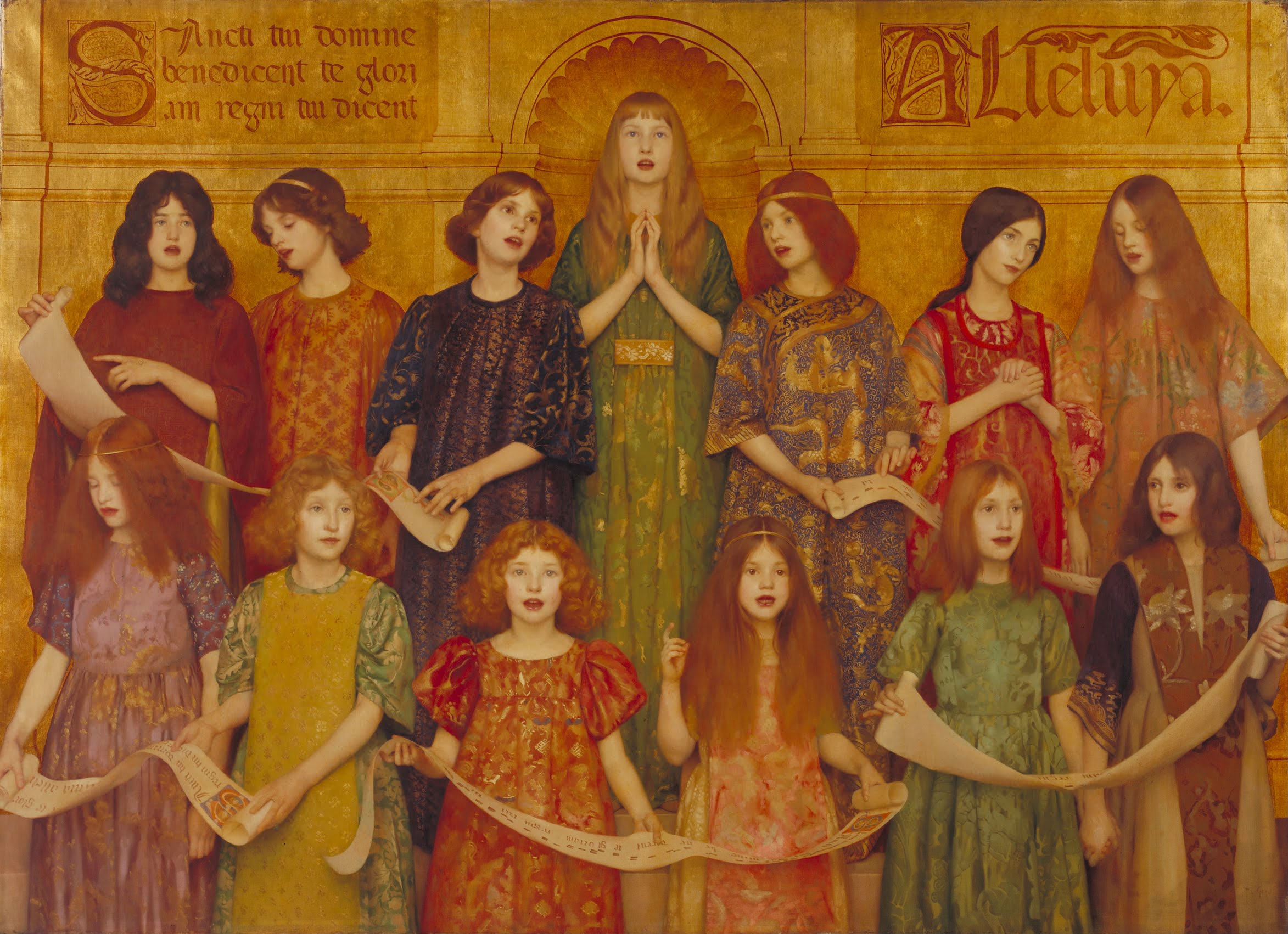
Alleluia, 1896
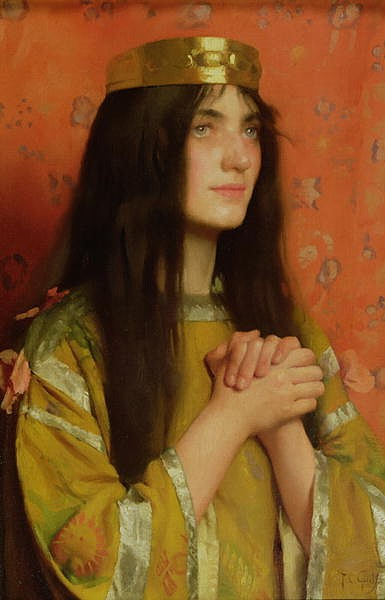
La Reine Clothilde, ca. 1900
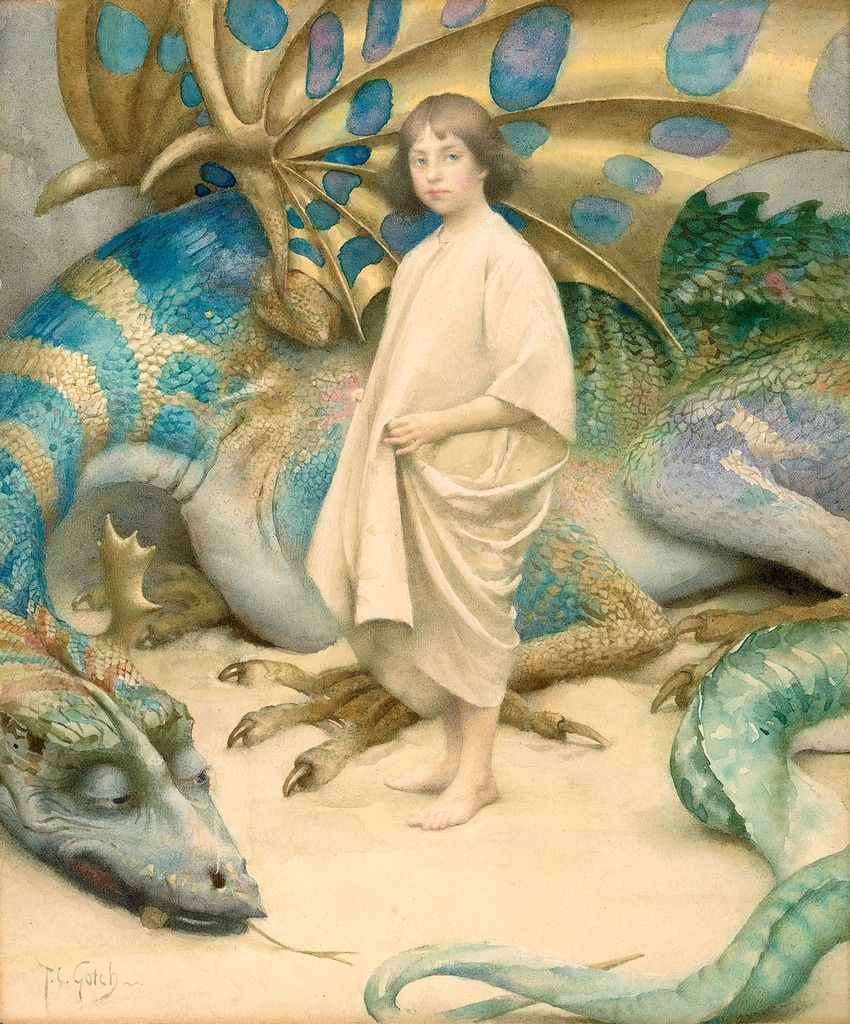
Innocence, 1904 (boekillustratie)
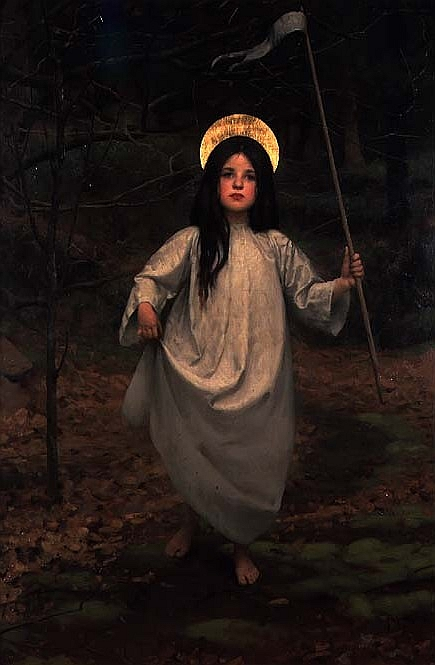
The Flag, 1910
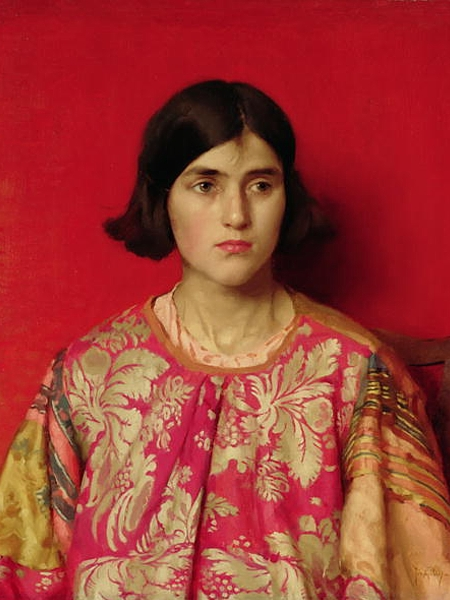
The Exile, 1930
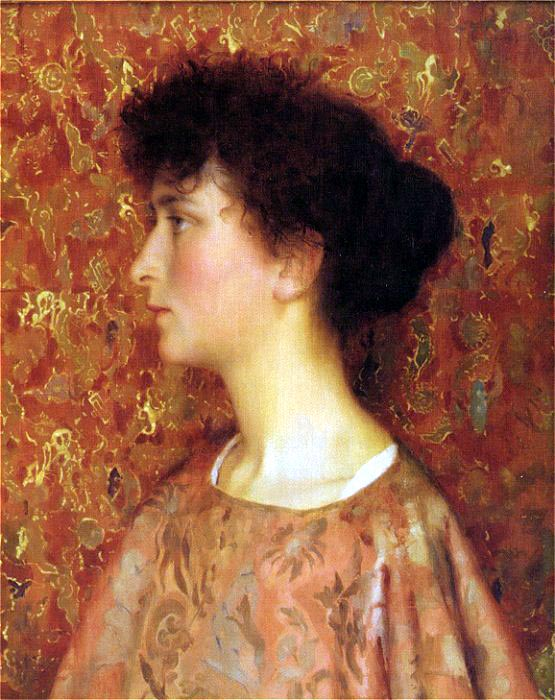
Study of a Young Woman
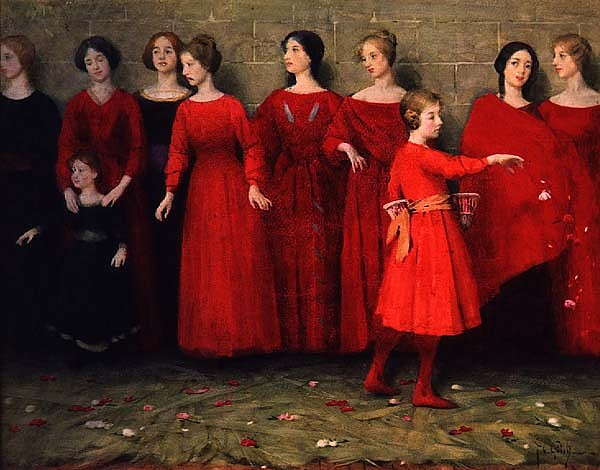
They come
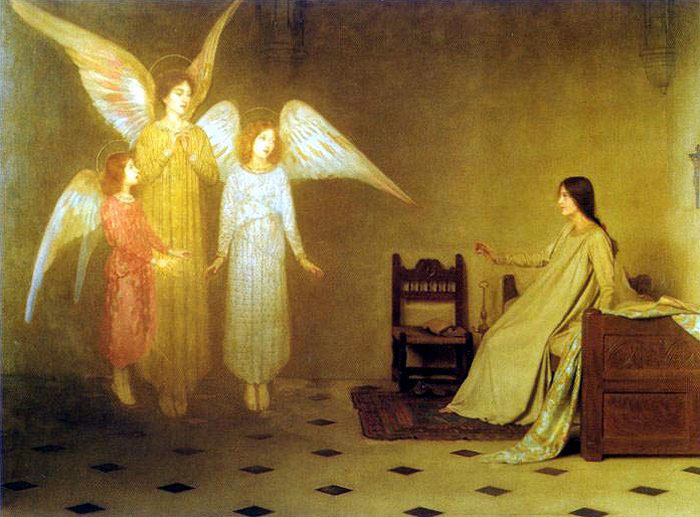
The Awakening
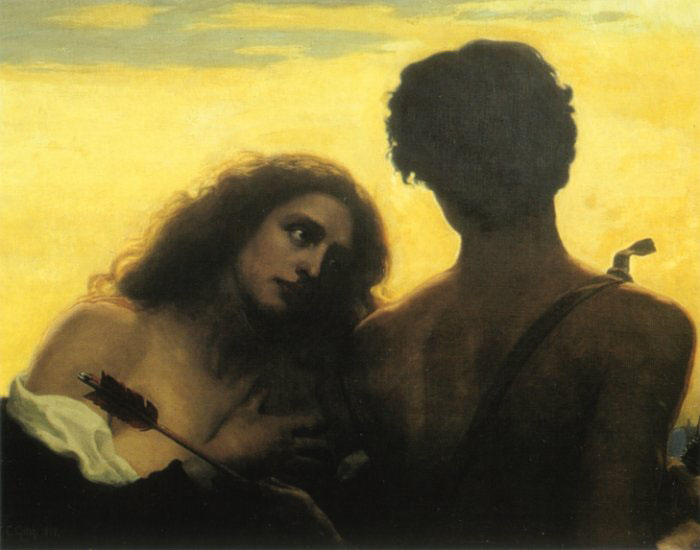
Monsigneur Love